# Naučno-stručno društvo za upravljanje rizicima u vanrednim situacijama
Naučno-stručno društvo za upravljanje rizicima u vanrednim situacijama (NSDR-URVS) u Beogradu predstavlja je republičko, neprofitno udruženje, osnovano na neodređeno vreme, radi ostvarivanja ciljeva koji se odnose se na unapređenje postojećeg fonda teorijskog znanja iz oblasti upravljanja rizicima u vanrednim situacijama, sprovođenje kvantitativno-kvalitativnih istraživanja, organizovanje nacionalnih i međunarodnih koferencija, edukacije građana, uspostavljanje časopisa, sprovođenje obuka i procena rizika i drugih akademskih aktivnosti iz spomenute oblasti..

## Ciljevi
- Sprovođenje naučnih istraživanja utemeljenih u kvantitativnoj ili kvalitativnoj istraživačkog tradiciji u zemlji i u inostranstvu iz oblasti upravljanja rizicima u vanrednim situacijama[2][3][4]
- Uspostavljanje međunarodnog naučnog časopisa ,,International Journal of Disaster Risk Management“[5][6][7][8][9][10][11][12] na engleskom jeziku iz oblasti vanrednih situacija koji će prevashodno biti namenjen za publikovanje originalnih kvantitativih i kvalitativnih istraživanja zainteresovanih akademskih građana u zemlji i inostranstvu;
- Pripremanje, konkurisanje i realizacija nacionalnih i međunarodnih projekata o različitim aspektima upravljanja rizicima u vanrednim situacijama;
- Promovisanje, osmišljavanje, implementacija i unapređenje preventivnih mera sa ciljem jačanja institucionalnih i neinstitucionalnih kapaciteta za reagovanje u vanrednim situacijama. Na temeljima sprovedenih istraživanja osmišljava kampanje, programe i planove podizanja svesti građana o neophodnosti unapređenja njihove pripremljenosti;
- Organizacija nacionalnih i međunarodnih naučnih konferencija iz oblasti upravljanja rizicima u vanrednim situacijama;
- Sprovođenje stručnih procena rizika i izrada planova zaštite i spasavanja u vanrednim situacijama na nivou pravnih lica, preduzeća, lokalnih zajednica iz oblasti vanrednih situacija prema Zakonu o smanjenju rizika od katastrofa i upravljanju vanrednim situacijama; izrada Akta o proceni rizika u zaštiti lica, imovine i poslovanja prema Zakonu o privatnom obezbeđenju.
- Organizacija i sprovođenje različitih vidova usavršavanja građana, studenata i zaposlenih u zainteresovanim institucijama radi osposobljavanja kadrova koji se bave poslovima upravljanja rizicima u vanrednim situacijama;
- Vrši i druge poslove u skladu sa zakonom ovim Statutom.

## Delatnost
- Organizuje i sprovodi terenska istraživanja radi prikupljanja primarnih podataka neophodnih radi realizacije naučno-istraživačke delatnosti u oblasti upravljanja rizicima u vanrednim situacijama[13][14][15][16][17]
- Uspostavlja naučne baze podataka zasnovane na prikupljanju primarnih i sekundarnih podataka (analiza domaće i svetske literature, kao i istraživanja)iz oblasti studija katastrofa [18][19][20][21][22][23];
- Objavljuje naučne monografije, zbornike radova sa nacionalnih i međunarodnih konferencija, zbirke propisa, časopise i druge publikacije iz oblasti upravljanja rizicima u vanrednim situacijama[24][25][26];
- Uspostavlja saradnju sa svim relevantnim subjektima i organizacijama (držani organi, fakulteti, pravna lica) koje se bave upravljanjem rizicima u vanrednim situacijama u zemlji i inostranstvu;
- Okuplja zainteresovanu naučnu i stručnu javnost radi unapređenja teorijskog promišljanja iz oblasti upravljanja rizicima u vanrednim situacijama, kao i unapređenja postupanja nadležnih subjekata i snaga sistema zaštite i spasavanja[27][28][29];
- Organizuje kampanje sa ciljem promovisanja kulture smanjenja rizika od vanrednih situacija; izrađuje akte o proceni rizika iz oblasti vanrednih situacija i privatnog obezbeđenja, kao i planove zaštite i spasavanja;
- Sprovodi edukaciju građana[30][31][32][33], studenata i učenika u skladu sa usvojenim programima edukacije u okviru naučnog-stručnog društva za upravljanje rizicima u vanrednim situacijama;
- Utiče na donosioce odluka u državi da svoja rešenja u pogledu smanjenja rizika od vanrednih situacija zasnuju na rezultatima najnovijih istraživanja i preporukama relevantnih međunarodnih organizacija iz oblasti upravljanja rizicima u vanrednim situacijama.

## Članovi naučnog društva
Naučno-stručno društvo za upravljanje rizicima u vanrednim situacijama u svom sastavu ima više od 500 članova koje čine profesori koji se direktno ili indirektno bave istraživanjima iz oblasti vanrednih situacija i katastrofa, pripradnici internventno-spasilačkih službi, građani i svi zainteresovani studenti sa različitih Fakulteta. Član Udruženja ima pravo da:
- ravnopravno sa drugim članovima učestvuje u ostvarivanju ciljeva Udruženja;
- neposredno učestvuje u odlučivanju na Skupštini, kao i preko organa Udruženja;
- bira i bude biran u organe Udruženja;
- bude blagovremeno i potpuno informisan o radu i aktivnostima Udruženja.

Pored spomenutih prava, članovi Udružena imaju i sledeće obaveze:
- aktivno doprinosi ostvarivanju ciljeva Udruženja;
- učestvuje, u skladu sa interesovanjem, u aktivnostima Udruženja;
- obavlja druge poslove koje mu poveri Upravni odbor.

## Međunarodni časopis
Naučno-stručno društvo je formiralo međunarodni časopis International Journal of Disaster Risk Management koji izlazi dva puta godišnje na engleskom jeziku sa apstraktima na sprskom jeziku. Međunarodni uređivački odbor čini više od 50 profesora sa različitih Fakulteta iz regiona i sveta. Glavni i odgovorni urednik časopisa je prof. dr Vladimir M. Cvetković.

## Predsednik, Upravni odbor, sekretar
Na sednici upravnog odbora za predsednika je izbran prof. dr Vladimir M. Cvetković, Fakultet bezbednosti, Univerzitet u Beogradu, dok je za zamenika izabran prof. dr Slavoljub Dragićević, Geografski Fakultet, Univerzitet u Beogradu. Sekretar društva je Marina Filipović sa Univerziteta u Beogradu, Fakulteta bezbednosti. Upravni odbor se sastoji od 12 članova od kojih su 11 sa različitih Fakulteta kao što su Geografski fakultet, Kriminalističko-policijski univerzitet, Šumarski fakultet, Fakultet bezbednosti itd.

## Literatura
- „Naučno-stručno društvo za upravljanje rizicima u vanrednim situacijama”. Архивирано из оригинала 16. 12. 2018. г. Приступљено 17. 12. 2018.
- Центар за ванредне ситуације и еколошку безбедност
- „Članovi društva”. Архивирано из оригинала 18. 12. 2018. г. Приступљено 17. 12. 2018.
- Naučno-istraživački projekti
- „Blog o upravljanju rizicima”. Архивирано из оригинала 17. 09. 2014. г. Приступљено 17. 12. 2018.

## Spoljašnje veze
- Naučno-stručno društvo za upravljanje rizicima u vanrednim situacijama
- „Statut Naučno-stručnog drutšva za upravljanje rizicima u vanrednim situacijama”. Архивирано из оригинала 18. 12. 2018. г. Приступљено 17. 12. 2018.
- Informacija o udruženju
- Publikacije[мртва веза]
- „International Journal of Disaster Risk Management”. Архивирано из оригинала 01. 07. 2022. г. Приступљено 17. 12. 2018.